# Tiráda americké hospodyňky
Tiráda americké hospodyňky (v anglickém originále Diatribe of a Mad Housewife) je 10. díl 15. řady (celkem 323.) amerického animovaného seriálu Simpsonovi. Scénář napsal Robin J. Stein a díl režíroval Mark Kirkland. V USA měl premiéru dne 25. ledna 2004 na stanici Fox Broadcasting Company a v Česku byl poprvé vysílán 11. listopadu 2006 na stanici ČT2.

## Děj
Poté, co Homer svou bezohlednou jízdou způsobí nehodu, je propuštěn z práce ve Springfieldské jaderné elektrárně. Homer se pokouší stát prodejcem aut, ale nakonec si koupí sanitku z roku 1959 a začne pracovat jako záchranář. Mezitím se Marge po návštěvě knihkupectví inspiruje k napsání románu a začne psát o době velrybářství. Hlavní postavy Margina románu jsou inspirovány jí samotnou, Homerem (který je padouchem) a Nedem Flandersem, přičemž ústředním tématem je romance. Knihu s názvem Harpunové srdce dokončí a poté, co získá kladné recenze, se ji rozhodne vydat. Helena Lovejoyová brzy začne šířit zvěsti, že román je založen na Margině životě. 
Poté, co si Homera dobírá několik lidí naznačujících, že Ned je Marginou tajnou láskou, rozhodne se Homer knihu přečíst. Po hádce s Marge se Homer rozhodne Nedovi pomstít. Pronásleduje ho ve své sanitce poté, co Ned uteče. Ned si je jistý, že ho Homer zabije, když jsou na útesu, a je ohromen, když Homer padne na kolena a prosí Neda, aby mu ukázal, jak být dobrým manželem. Marge přijíždí v panice, ale uleví se jí, že spolu Homer a Ned mluví, přičemž Homer prozradí, že kniha pro něj znamenala probuzení. Homer a Marge se pak rozhodnou vytvořit román s názvem Kdo skutečně zabil JFK.

## Produkce
V epizodě se „objeví“ samotářský spisovatel Thomas Pynchon, jehož tvář zakrývá papírový sáček s otazníkem, což má být satira na autorovu „pečlivě vytvořenou anonymitu“. Jeho vystoupení v seriálu Simpsonovi bylo „jeho jediným schváleným autorským obrazem za několik desetiletí“. Později se objevil v epizodě 16. řady Ve válce sporáků je vše dovoleno.
V Tirádě se objevuje doktor Marvin Monroe. Od prvních řad ho nebylo vidět, přičemž Harry Shearer, jeho dabér, nerad mluvil jeho hlasem, protože ho posléze bolelo v krku. Nenápadně bylo naznačeno, že postava byla mrtvá, ale v této epizodě se zmiňuje, že byla jen „velmi nemocná“. 
Kniha The Psychology of the Simpsons: D'oh! cituje část dialogu z této epizody, aby ilustrovala svůj názor, že „Homer a Marge se nezdají být příliš dobří v komunikaci před přijetím důležitých rozhodnutí“.

## Přijetí
DVDMG poznamenal, že díl příliš vysvětluje slušný vtip o Moby-Dickovi, a tím ztrácí na zábavnosti. Stránka dodala, že epizoda „si bere dvě nevýrazné premisy, které spojí v zapomenutelný seriál“. V roce 2009 The A.V. Club zařadil díl do svého seznamu „10 epizod Simpsonových z posledních 5 řad, které patří k nejlepším epizodám seriálu“. Článek pochválil scénář Robina J. Steina i camea Pynchona a dvojčat Olsonových a zároveň poukázal na to, že epizoda „prochází dobře vyšlapanou cestou v příběhovém oblouku Simpsonových“.